# Horacio Guarany
Eraclio Catalin Rodríguez Cereijo, conhecido como Horacio Guarany (Las Garzas, 15 de maio de 1925 – Luján, 13 de janeiro de 2017), foi um cantor nativista e escritor argentino.

## Biografia
Filho de José Rodriguez,  um índio correntino, e de Feliciana Cereijo de Rodriguez, nascida em León, Espanha.
Com 14 filhos, seu pai trabalhou como lenhador para a empresa britânica La Forestal.
Em 1943, viajou a Buenos Aires para tentar a carreira de cantor. Passa a morar em uma pensão e cantar em La Boca,  Buenos Aires, no botequim La Rueda, ganhando para subsistência. Trabalhou, depois, de marinheiro embarcado e foguista, antes de seguir sua carreira bem-sucedida.

## Carreira
Em 1957, debuta na Radio Belgrano, conseguindo que sua composição "El mensú", de Ramón Ayala, fosse executada nas emissoras de radio.
Foi pioneiro do Festival Nacional de Cosquín em 1961, e ano após ano salientou-se com:  "Guitarra de medianoche", "Milonga para mi perro", "La guerrillera, "No sé por qué piensas tú", "Regalito", "Si se calla el cantor".
Gravou mais de 80 discos e compôs mais de 600 canções.

## No cinema
En 1972 filma seu primeiro longametragem Si se calla el cantor, com Olga Zubarry, sobre o triunfo de um cantor, após más experiências.
Em 1974, dirigido pelo mesmo director Enrique Dawi, filma La vuelta de Martín Fierro, com Onofre Lovero, da obra de José Hernández.
Durante o período ditatorial na Argentina, exilou-se na Espanha. Com a redemocratização do pais em  1983, retomou os recitais e aprentações em televisão. Em 1987 atua na "Fiesta Nacional da Tradición Frente al Mar" em Miramar (Província de Buenos Aires).
Compôs "Balderrama", que fez parte da trilha sonora de Che cantada por Mercedes Sosa.

## Novelas
De 1992 a 1993 escreveu:
- El loco de la guerra
- Las cartas del silencio
- Sapucay